# Anne Gales
Anne Lorraine Pilapil Gales (født 31. august 1989) er en dansk elitebowlingspiller og barnebarn af den filippinske skuespillerinde Fe Amorsolo.

## Baggrund
Hun blev født som datter af filippinske forældre og er opvokset i Danmark. Gales startede med at spille klaver i en alder af seks år, men stoppede, da hun begyndte at bruge mere tid på svømning. Da hun fyldte 10 år, meldte hun sig til bowling i BK Sporvejene og skiftede sidenhen til BK SISU i 2006.

## Karriere
Hun har spillet for BK SISU i Danmark og SBC Malmö i Sverige. 
Hun blev kåret som Årets ungdomsbowler i 2004.

## Titler

### Ungdoms-EM
- 2005: Vandt guld i Belgien med Mie Agerbo samt satte to europæiske rekorder
- 2006: Vandt sølv i Rødovre i double med Sofie Lomholdt

### Senior
- 2007: Bronze i Team Event i Stuttgart, Tyskland
- 2008: 
  - EM-guld den 11. juni i Odense med Rikke Holm Rasmussen og Kamilla Kjeldsen[2][3]
  - Bronze i Team Event med resten af holdet: Britt Brønsted , Anja Ginge Jensen, Mai Ginge Jensen
- 2009: 
  - To bronzemedaljer ved VM i Las Vegas, Nevada i både double og trio
  - DM-bronzemedalje i double med Sofie Lomholdt[4]